# Julian Gillesberger

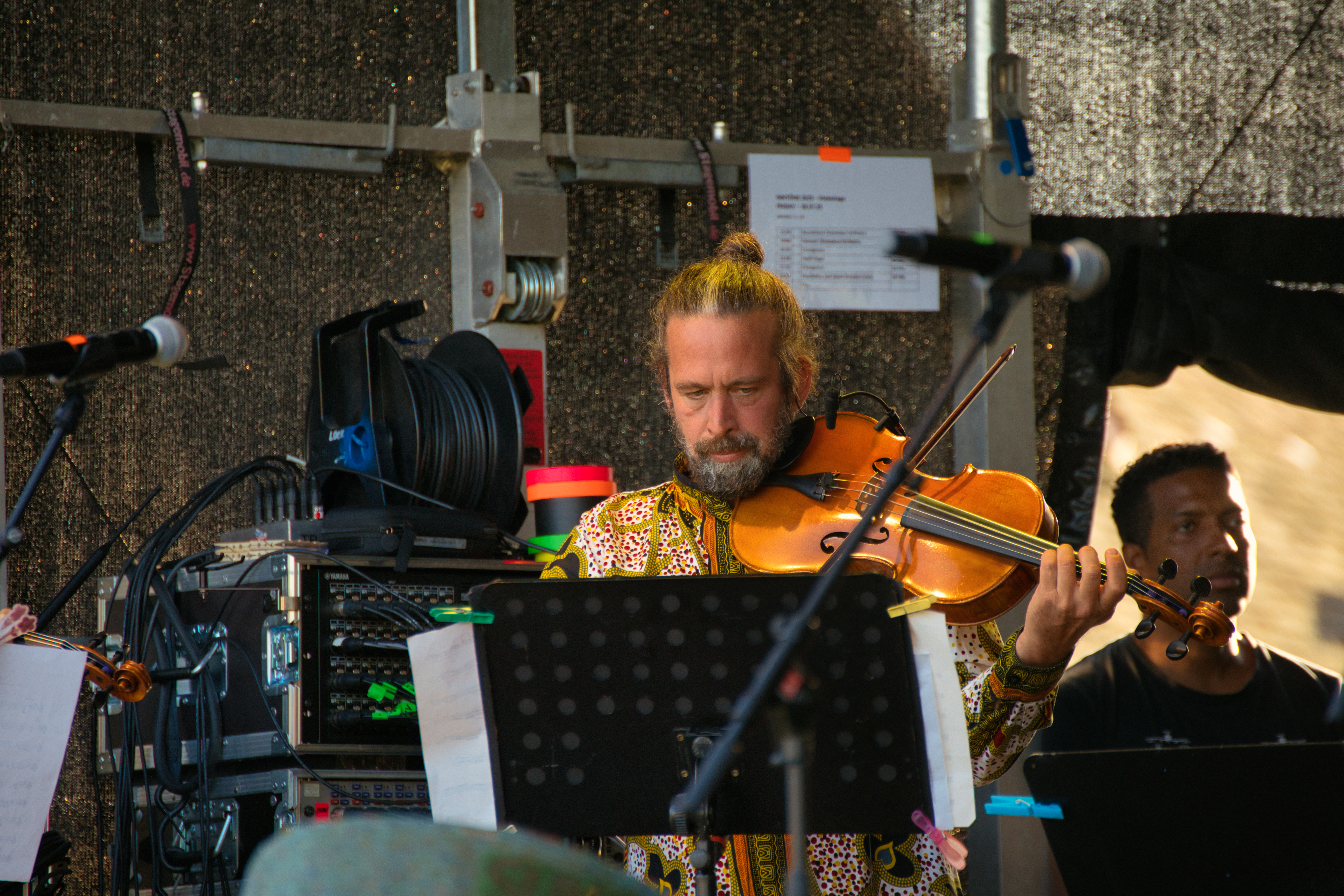
Julian Gillesberger mit dem Chameleon Orchestra auf dem INNtöne Jazzfestival 2025

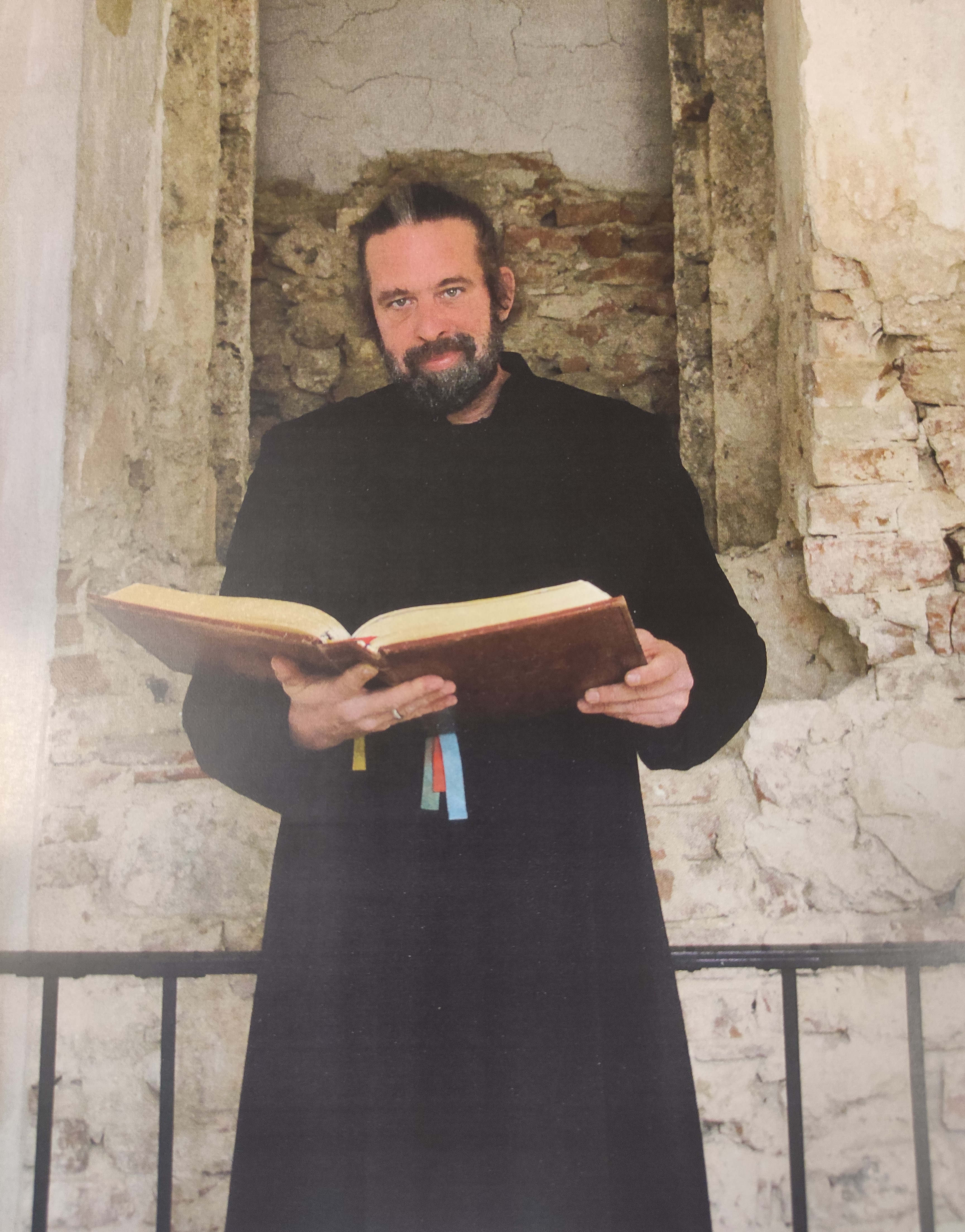
Julian Gillesberger in seiner Tätigkeit als Diakon

Julian Gillesberger (* 17. November 1972 in Wien, aufgewachsen in Steyr, derzeit in Rainbach im Mühlkreis lebend) ist ein österreichischer Bratschist, Kulturmanager, Diakon und der Enkel von Hans Gillesberger.

## Leben
Julian Gillesberger studierte Violine und Viola in Linz und Oberschützen bei Boris Kuschnir und Alfred Staar. Er lebt in Freistadt in Oberösterreich und ist Mitglied des Spring String Quartet. Mit diesem Quartett trat der Künstler bei verschiedenen Festivals wie dem Jazzfestival Montreal, Festival Sons d’hiver in Paris, Roma Jazz Festival und dem Salzburger Jazz-Herbst auf. Weitere Auftritte hatte das Quartett im Jazzclub Birdland in New York und in der Carnegie Hall. Unter anderem hatte Gillesberger bereits gemeinsame Projekte mit Künstlern wie Lee Konitz, Joe Lovano, Ohad Talmor und Konstantin Wecker. Von September 2010 bis Ende 2015 war Julian Gillesberger für das Österreich-Management von Konstantin Wecker zuständig.
Julian Gillesberger wurde am 6. Juni 2022 im Mariä-Empfängnis-Dom in Linz durch Bischof Manfred Scheuer, mit 9 anderen Männern zum Diakon geweiht. Seine Einsatzorte sind das Stift St. Florian und die Pfarre Ried in der Riedmark.

## Solistische Auftritte und Meisterkurse
- 2001 Solist mit Paul Hindemiths Trauermusik mit dem Ensemble Sonare Linz
- 2006 Bratschensonate von Dmitri Dmitrijewitsch Schostakowitsch mit Matthias Giesen bei den Internationalen Brucknertage in St. Florian
- 2008 Dozent bei der Orchesterwoche Musikschmiede in Waidhofen an der Ybbs
- 2009 Dirigent beim Brucknerfest in Linz (Franz Schuberts Es-Dur-Messe)
- 2009 bis 2011 Tournee mit Konstantin Wecker Deutschland und Österreich

1996/97 war Gillesberger Solobratschist des Symphonieorchesters Burgenland, seit 1995 ist er ständiger Solobratschist des Altomonte Orchesters von Sankt Florian und seit 2000 Solobratschist der Musiziergemeinschaft des Mozarteums Salzburg.
Mit diesen Ensembles tourte der Freistädter bereits durch Spanien, Italien und Österreich. Er ist auch an Produktionen mit dem Bruckner Orchester Linz, dem Johann Strauss Ensemble, dem Ensemble Actuell, Lee Konitz und dem Ambassade Orchester Wien beteiligt.

## Diskografie
- Spring String Quartet: Train songs (2001)
- Spring String Quartet: blue smoke on Johann Strauss (2004)
- Lee Konitz und Ohad Talmor String Project feat. The Spring String Quartet: Inventions (2006)
- Konstantin Wecker mit dem Spring String Quartet: Stürmische Zeiten, mein Schatz – live (live 2009)
- Spring String Quartet: Highway Stars (2010)
- Spring String Quartet: Best Ingredients (2017)